# Timokrates z Rodos
Timokrates z Rodos – Grek z Rodos wysłany przez perskiego satrapę Farnabazosa by rozdawać pieniądze w zamian za przystąpienie do antyspartańskiej koalicji. Odwiedził Ateny, Teby, Korynt i Argos. Jego namowy skłoniły Teby do sprowokowania wojny ze Spartą.
Głównym celem misji Timokratesa było zmuszenie spartańskiego króla Agesilaosa do wycofania swej armii z Jonii. Sukces misji Timokratesa skłonił Plutarcha do napisania "Tysiąc perskich łuczników wyparło [Agesilaosa] z Azji", co odnosiło się do łuczników znajdujących się na perskich złotych monetach.